# Illa Lavan
Lavan (en persa جزیرهٔ لاوان), també anomenada Lar o Abu Shuayb (Shaykh Shuayb, Djazirat al-Shaykh) és una illa del golf Pèrsic al sud de la costa de Bandar Bostane al Fars, Iran, amb capital a Lavan, que té un aeròdrom. A l'est de l'illa hi ha la zona refugi de vida animal de Shidvar, i a l'oest el poble de Dehriz. Per la part oriental està propera a la costa (a uns 7 km). Mesura uns 22 km i de la costa nord a la costa continental també hi ha una distància similar. La seva amplada és d'uns 5 km. L'altura màxima al centre de l'illa és de 37 metres. La seva superfície és de 76 km². Té poca vegetació. L'aigua de pous és de bona qualitat.
Hi hauria passar Nearc en el seu periple i Ortàgores l'esmenta com illa de les Perles (Nesos Margaritis). Els geògrafs àrabs l'anomenen com Lawan, Lar (amb les variants Alar, Lan, Allan, Laran) i Ladj o Ladh. Els portuguesos la van anomenar ilha de Lazão o Laracoar (Lar i Shatwar, el nom de l'illot al seu extrem oriental avui ja inexistent). Estava inicialment deshabitada o habitada temporalment per pescadors de perles. Quan fou poblada es va establir la vila de Lavan o Ladh al centre-est. La població es dedica a la pesca i al cultiu dels dàtils i alguns cereals. Al començament del segle xx hi havia 10 llogarets dels quals Lavan amb 70 cases (400 habitants) i 300 cases tota l'illa (1500 habitants). El 1950 quedaven 7 llogarets i 730 habitants. El 1976 la població es mantenia estable (800 habitants).